# Международный аэропорт Тюбу
Международный аэропорт Тюбу (яп. 中部国際空港 Тю:бу кокусай ку:ко:, англ. Chūbu Centrair International Airport) или Сэнторэа (яп. セントレア, от Centrair) — японский аэропорт в префектуре Айти, представляющий собой крупный комплекс сооружений на искусственном острове в заливе Исе возле города Токонамэ. Является одним из пяти аэропортов «в море» (помимо Тюбу в Японии действуют «морские» аэропорты Нагасаки, Кансай, Кобэ и Китакюсю).

## История
Строительство аэропорта началось в августе 2000 года благодаря серьёзному лоббированию интересов со стороны местных индустриальных гигантов, таких как Toyota, которые нуждались в круглосуточных грузовых авиаперевозках. Первоначальный бюджет строительства составил 768 млрд ¥. (5,5 млрд €, 7,3 млрд $.), однако благодаря эффективному управлению, он был сокращен примерно на 100 млрд ¥.

## Авиакомпании и направления

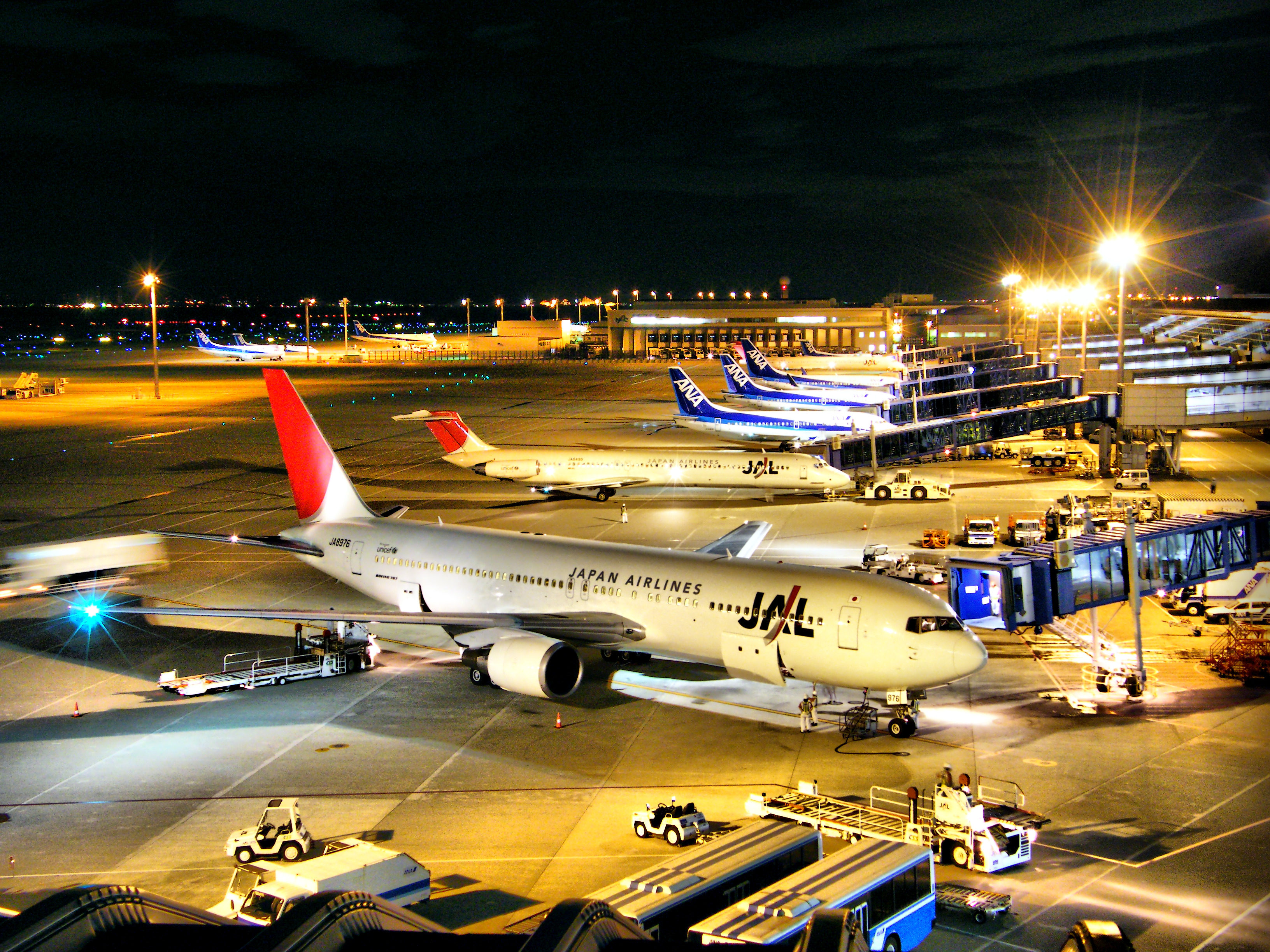
Самолеты в аэропорту Тюбу

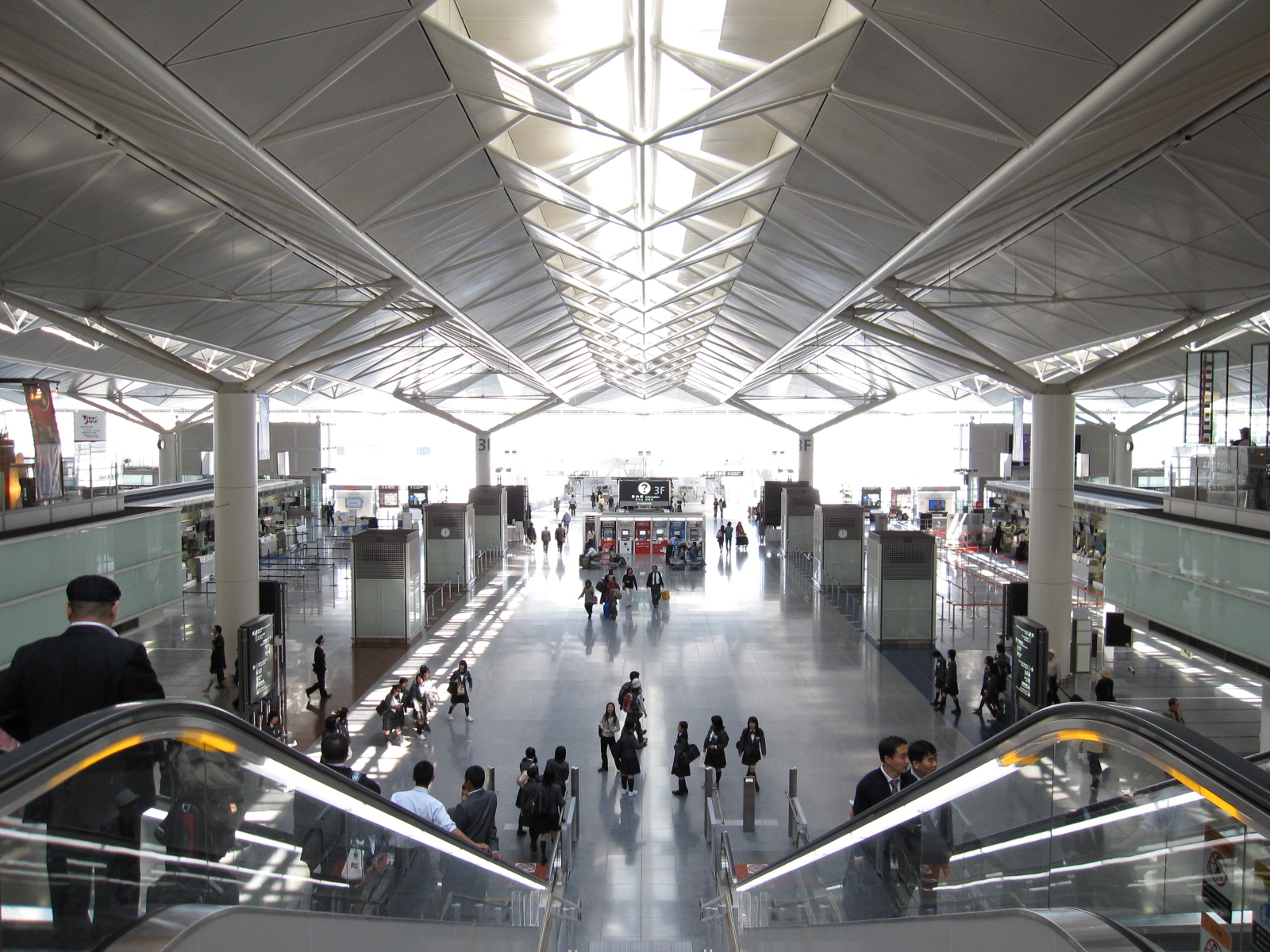
Зона прилётов в терминале аэропорта Тюбу

### Пассажирские перевозки
* Только стыковочные рейсы с дополнительной пересадкой в аэропорту Нарита.

### Грузовые перевозки
- AirBridgeCargo Airlines
- Air Hong Kong
- Asiana Cargo
- Atlas Air/Boeing
- DHL Express
- Kalitta Air (Анкоридж, Чикаго, Ньюарк)
- Korean Air Cargo
- Nippon Cargo Airlines
- UPS Airlines

## Аэровокзальный комплекс

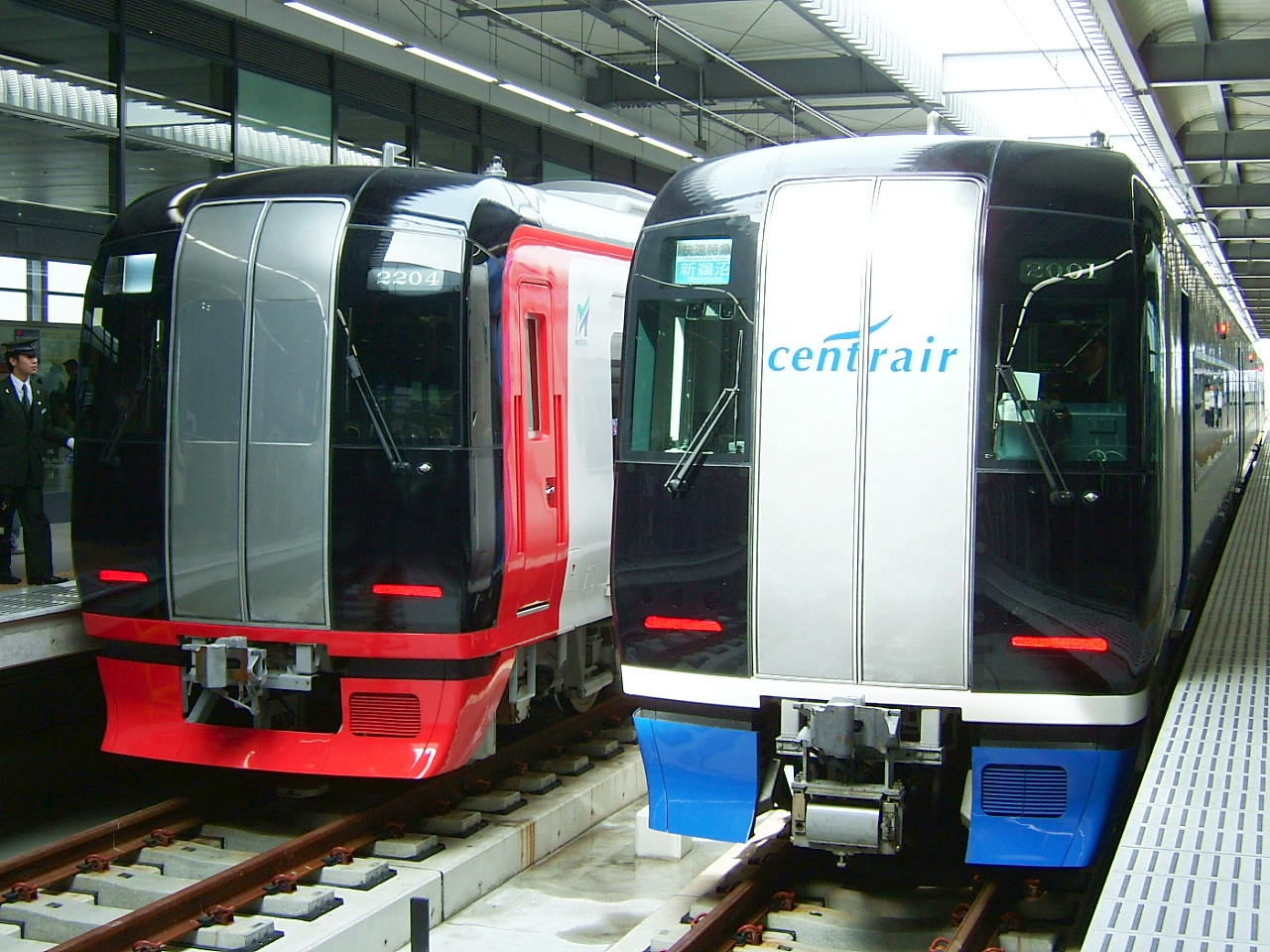
Поезда Линии Мэйтэцу

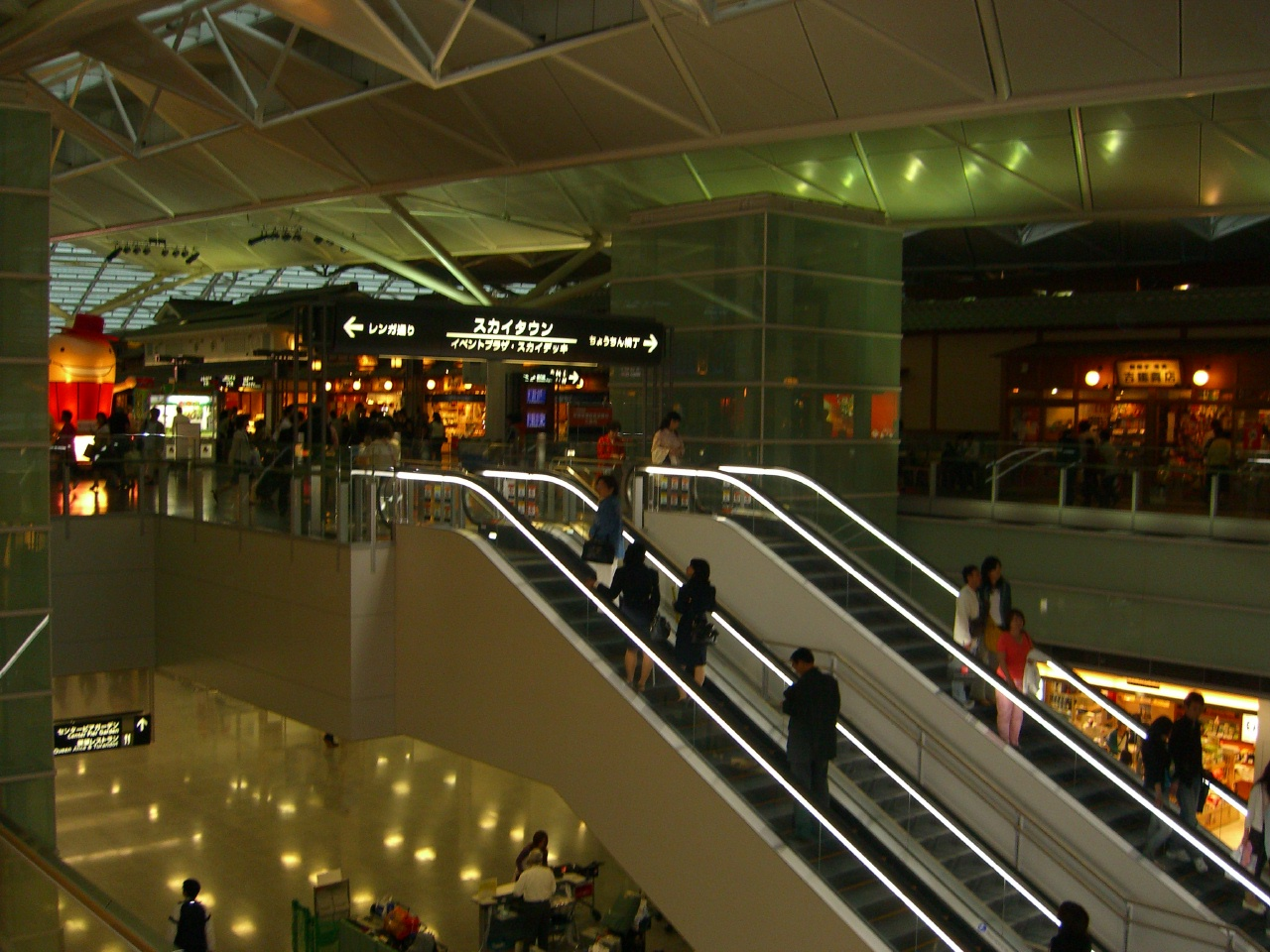
Торговый центр «Скайтаун»

### Основной терминал
Изначально предполагалось построить здание в форме оригами журавля, однако этот проект был отброшен в сторону из-за его дороговизны. Основной терминал имеет форму буквы «Т». Три крыла терминала располагаются на равном удалении в 300 метров от центральной регистрационной части.
Хотя посадка как на региональные, так и международные рейсы производится в одном терминале, пассажиры никак не пересекаются. Посадка на внутренние рейсы производится в северной части терминала, в то время как посадка на международные рейсы — в южной.
Зона прилета расположена на втором этаже, зона вылета — на третьем. Первый этаж в основном технический, за исключением центральной части, в которой располагаются кафе, а также выходы на лётное поле для посадки без телескопического трапа.

### Транспорт
Железнодорожная станция «Аэропорт Тюбу» находится на Линии Мэйтэцу, которую обслуживает компания «Мэйтэцу». От аэропорта до станции Нагоя-Мэйтэцу в городе ходят скоростные поезда «μSky», преодолевая это расстояние за 28 минут. Рядом со станцией Нагоя-Мэйтэцу находится станция Нагоя, обслуживаемая компанией JR. Там можно пересесть на синкансэны, которые ходят до Киото и Сидзуоки, а также на пригородные поезда компаний JR, «Мэйтэцу» и «Кинтэцу» или на метро.
Из многих районов Центральной Японии до аэропорта и обратно можно добраться на автобусе.
Две высокоскоростные линии паромной переправы соединяют аэропорт с городами Цу (45 минут) и Мацусака (75 минут).
Аэропорт с материком соединяет платная трасса.

### Торговля
На территории аэропорта располагается 4-этажный торговый центр «Скайтаун», на двух «улицах» (Рэнга-дори и Тотин-ёкотё) которого располагается 61 магазин. На Тотин-ёкотё располагаются магазины с классическими японскими товарами. На третьем этаже Международного терминала располагаются магазины Duty Free.